# Donatore vivente
Un donatore vivente è un soggetto che, ancora in vita, dona un organo o un tessuto ad altra persona (detta ricevente) che ne necessiti. Il ricevente normalmente è affetto da una disfunzione d'organo (vale a dire che quest'organo non funziona più correttamente: tipicamente insufficienza renale, epatica o insufficienza cardiaca) che non può più essere utilmente trattata con farmaci, e che può portare a morte il ricevente entro breve tempo. Il donatore vivente deve essere sano e antigenicamente compatibile con il ricevente.
Un trapianto da donatore vivente è una procedura chirurgica complessa, tramite la quale un organo o una parte di un organo viene rimossa da una persona vivente e posizionata (trapiantata) nel ricevente.

## Storia
Nel 1954 a Boston fu realizzato il primo trapianto renale tra gemelli monozigoti (Joseph Murray per quest'intervento ottenne nel 1990 il premio Nobel per la medicina). Grazie ai progressi della medicina col trascorrere degli anni divenne possibile il prelievo ed il trapianto di diversi altri organi da donatori in morte cerebrale. Tuttavia, nonostante questi progressi, in anni più recenti vi è stato un crescente bisogno di organi da trapiantare, anche per la carenza di organi disponibili da donatori deceduti. La frequenza della donazione di organi da donatore vivente è perciò aumentata drammaticamente negli ultimi anni, proprio in alternativa alla donazione di organi da persona deceduta. A partire dagli anni '80 in tutto il mondo occidentale si è registrato un aumento del numero delle donazioni di rene da donatore vivente. Ad esempio nel 2001 negli Stati Uniti i trapianti di rene da donatore vivente hanno superato quelli da cadavere; A distanza di anni le esperienze fatte con i trapianti da donatore vivente hanno evidenziato che il donatore è esposto a dei rischi accettabili. I dati di letteratura hanno contestualmente evidenziato che i pazienti trapiantati da donatore vivente vanno incontro a risultati migliori rispetto a quelli ottenibili in caso di trapianto da donatore in morte cerebrale.

## Rischi per il donatore

### Rischio nella donazione di rene
Il trapianto di rene da donatore vivente è il tipo di donazione più studiato. Nel complesso i dati in letteratura medica indicano che l'aspettativa di vita per coloro che hanno donato un rene è sovrapponibile a quelle degli individui non donatori con caratteristiche generali sovrapponibili.
Alcuni autori hanno evidenziato come i donatori viventi di rene potrebbero avere un rischio leggermente più alto di insufficienza renale negli anni a venire. Alcune specifiche complicanze a lungo termine associate alla donazione di rene da donatore vivente comprendono l'ipertensione arteriosa e la tendenza a proteinuria.

### Rischio nella donazione di fegato
I rischi di donazione di fegato da vivente sono bassi, ma l'esperienza con questa procedura e il follow up è più limitato: questo tipo di trapianto fu infatti introdotto nella pratica medica solo a partire dal 1989, e quindi più recentemente rispetto alla donazione di reni. Come qualsiasi altra procedura chirurgica, la donazione di fegato vivente può comportare diversi tipi di complicazioni, e in particolare infezioni, sanguinamento, rischio di trombosi e, in rari casi, la morte.
Dopo l'entusiasmo iniziale, la maggior parte dei paesi europei ha fortemente ridotto il numero di trapianti di fegato da donatore vivente, e oggi l'attività europea di trapianti appare concentrata solo in alcuni grandi centri di riferimento. In Europa nel 2016 il numero di trapianti di fegato da donatore vivente rappresentava solo una frazione del numero complessivo di trapianti di fegato eseguiti. In un lavoro scientifico del 2013 vennero segnalati 23 decessi di donatori su 11.553 procedure eseguite su vivente (tasso di mortalità: 0,2%; morbilità media: 24%; tasso di near miss: 1,1%). In un più recente lavoro italiano è stato sottolineato come l'epatectomia per trapianto di fegato da donatore vivente resti comunque un intervento di chirurgia maggiore, che deve sempre essere preceduto da un'attenta selezione del donatore vivente, e deve essere associato ad una costante necessità di continuo aggiornamento ed interscambio di informazioni tra i centri trapianto, sulle diverse esperienze e possibili complicanze nei donatori.

## Legislazione

### In Italia
La donazione di organi da vivente è regolamentata in Italia dalla legge n° 458 del 26/6/1967. Secondo questa legge il donatore deve essere un parente stretto come una sorella, un fratello, madre o padre, ma in casi particolari è possibile che il donatore sia anche il coniuge, purché legato da un rapporto stabile e continuativo da almeno tre anni. Il paziente che intende subire il trapianto da vivente, può decidere se:
- aderire all'inserimento in lista d'attesa per la donazione da cadavere, ma può in qualsiasi momento decidere di proporre un donatore vivente.
- non aderire all'inserimento in lista da cadavere, ed eseguire solo quello da donatore vivente
- se durante gli accertamenti del donatore vivente, arrivi la possibilità di un donatore cadavere, può accettare o meno la donazione da cadavere, e riservarsi in caso di rigetto la possibilità di un ulteriore trapianto, eseguito stavolta da vivente.

La legittimità della donazione è esaminata da un organo giudiziario competente, che prima di ogni altra cosa tiene conto della compatibilità di gruppo AB0 donatore/ricevente e quindi del parere favorevole del collegio dei medici, inoltre accertando il gesto spontaneo da parte del donatore, accorda il suo benestare e dunque l'autorizzazione a procedere. La data del ricovero è stabilita dall'équipe dei medici in accordo ovviamente con donatore e ricevente, il trapianto da vivente deve essere effettuato solo ed esclusivamente quanto l'organo si trova nelle migliori condizioni. Successivamente al prelievo, il paziente che ha donato l'organo viene portato in sala risveglio per essere accuratamente assistito.
Qualora durante l'accertamento del donatore di rene vivente, ne giunga un altro di disponibilità cadavere, è facoltà del paziente accettare o no, la donazione cadavere.